# Брэгман, Лев Меерович

Дивергенция Брэгмана

Лев Меерович Брэгман (англ. Lev M. Bregman; 31 января 1941, Ленинград — 24 февраля 2023, Израиль) — советский и израильский математик и педагог. Известен в математике понятием дивергенция Брэгмана.

## Биография
Родился 31 января 1941 года в Ленинграде.
Учился в 1958—1963 годах в Ленинградском университете, где продолжил свою работу до 1991 года (достигнув должности старшего научного сотрудника). Кандидатскую диссертацию по теме «Релаксационный метод нахождения общей точки выпуклости множеств и его применения» защитил в 1966 году.
11 сентября 1991 года эмигрировал в Израиль. В 1992—1993 гг. работал в Университете имени Бен-Гуриона в городе Беэр-Шева, затем в Институте промышленной математики (Institute for Industrial Mathematics) в этом же городе.
Лев Брэгман является автором нескольких учебников и многих публикаций в международных журналах. Автор теоремы Брэгмана, доказывающей гипотезу Генриха Минца (Henryk Minc).

## Также
- Метод Брэгмана